# 존 린드버그
존 모로 린드버그(영어: Jon Morrow Lindbergh, 1932년 8월 16일 ~ )는 미국의 비행사, 탐험가, 공학자, 해군 장교, 잠수부이다.
찰스 린드버그와 앤 모로 린드버그의 둘째 아들로 태어났지만 그의 형 찰스 린드버그 주니어가 그가 태어나기 약 5개월 전에 유괴당해 살해되는 바람에 실질적인 장남으로 자랐다. 그의 부모는 스칸디나비아의 역사에서 이름을 따서 그의 이름을 "존"(Jon)이라고 지었다. 처음에는 비행사로 활동했지만 아버지의 조언에 따라 비행사 활동을 그만두게 된다.
1953년 3월 스탠퍼드 대학교 해양생물학 과정을 졸업한 이후에 동굴 탐험가로 활동했으며 캘리포니아 대학교 샌디에이고에서 해군 학생 군사 교육단(Navy ROTC) 과정을 이수했다. 3년 동안 미국 해군 중위로 복무하던 동안에는 잠수부로 활동했고 나중에 상업 잠수부로 활동하게 된다. 특히 캘리포니아주 샌타바버라 앞바다에서는 미국 서해안 70.1미터(230피트)에서 121.9미터(400피트) 지점까지 잠수했다.
1964년 6월부터 7월까지 바하마 베리 제도에서 헬륨-산소 혼합 가스를 마신 상태에서 수중 432m 지점까지 잠수하면서 49시간 동안에 걸친 수중 실험을 진행했다. 1954년에는 바버라 로빈스(Barbara Robbins)와 결혼했고 슬하에 6명의 자녀를 두었다.